# Arthur Clifford Howard
Arthur Clifford Howard, CBE (* 4. April 1893 in Crookwell, New South Wales, Australien; † 4. Januar 1971 in Harold Wood, London, England), war ein australischer Erfinder und Unternehmer.
Howard wurde als ältester Sohn von John Howard und seiner Frau Mary Ellen, geb. Smith, geboren. Seine schulische Ausbildung erhielt Howard an den Schulen in Crookwell und Moss Vale. Er studierte bereits als Lehrling Maschinenbau durch ein Fernstudium bei der Maschinenfabrik Mc. Cleary in Moss Vale.

## Erste Anfänge
Durch seinen Vater, der die erste Dampf-Zugmaschine für seine Farm „Montain View“ im District Gilgandra gekauft hatte, erhielt Howard die ersten Erkenntnisse über die Leistung der Buffalo Pitt Steam bei der Pflugarbeit.
A.C. Howard: “aus der Nähe betrachtete ich die Arbeit. Ich erkannte, dass ein Großteil der Maschinenleistung verloren ging, um im unbearbeiteten Boden mit solidem Bodendruck die Zugleistung auf den Pflug zu übertragen. Ich fühlte, dass wenn die Leistung der Maschine praktisch direkt in drehender Form zu der Pflugarbeit, oder in mehreren Arbeitsgängen den Boden zu bearbeiten umgewandelt werden würde, den Leistungsverlust an den Rädern in nützliche Arbeit umzusetzen, möglich ist”

## Howard Rotavator
Durch diese Erkenntnis ermutigt, begann Howard im Jahr 1912 die ersten Experimente auf dem Gebiet der rotierenden Bodenbearbeitung, die in seiner Erfindung der Rotationshacke, dem „Howard Rotavator“, resultierte.
Er baute mit Hilfe verschiedener Teile von Landmaschinen einen Antrieb von der Zugmaschine zur Welle eines „One-Way“ Scheiben Cultivators. Die Scheiben waren mit Nuten auf der Welle verzahnt, um so den Boden zu bearbeiten. Er stellte fest, dass der Boden ohne die Verdichtungen, die beim normalen Pflügen auftraten, bearbeitet werden konnte.
Die schnell drehenden Scheiben verteilten jedoch den Boden zu sehr. Nach vielen Experimenten entwickelte Howard eine L-förmige Klinge, um die richtige Größe, Gewicht und Winkel zu ermitteln. Anmontiert auf weit auseinander liegenden Flanschen (10 Zoll) mit einem Durchmesser von 21 Zoll, wurde der erste Rotor hergestellt.  Der erste Rotor mit einem Durchmesser von 21 Zoll wurde durch Montage dieser Klingen auf weit auseinander liegenden Flanschen (10 Zoll) hergestellt.
Zur Historie der rotierenden Bearbeitung haben Bodenfräsen eine relativ kurze Entwicklungszeit wenn man den Pflug oder die Egge als Vergleich anführt. Um 1850 veröffentlichte der Engländer Hoskins eine Arbeit, welche die Bodenbearbeitung mit drehenden Schneidwerkzeugen veröffentlichte.
Um 1900 begann durch Konrad v. Meyenburg eine weitere Form der praktischen Weiterentwicklung der Bodenfräse, wobei als Werkzeuge starre Messer oder federnde, geschweifte Stahlspitzen benutzt wurden.
Der Landbaumotor von LANZ war mit geschweiften Messern ausgestattet, die SIEMENS-SCHUCKERT Fräse hatte nach dem System "von Meyenburg" eine Stahlfedersystem das punktförmig in den Boden eindringt um Bruchstellen im Boden zu erzeugen. Diese Systeme hatten jedoch schnell umlaufende Werkzeuge, die den Boden in feinster Krümelstruktur hinterließen, ein wichtiger Punkt für den anfänglichen Misserfolg der Fräsen im Ackerbau. Hinzu kam die langsame Vorwärtsgeschwindigkeit, die eine sehr geringe "Bissengröße" ?-erzeugte, eine zu kleine Flächenleistung erzielte und die Gefahr der Verschlämmung erhöhte.
Unter diesen Aspekten, welche A.C. Howard auch erkannte, wurde das L-förmige Messer, durch praktische Versuche ermittelt.
Das Messer wurde in einem Radius von 136,5 mm (5.3/8 Zoll) angeschraubt. der max. Radius am Messer beträgt 260 mm. (10.1/4 Zoll) und nimmt fünf mal fünf Grad im Bogenmaß (3,96 mm) als Progression über die Gesamtbreite ab, um ein " Auflaufen" auf dem Rücken des Messers zu verhindern.
Auszug aus der Patentschrift 18.137/20 - 9. Oct. 1920-" A cutting blade for a rotary hoe cultivator consiting of a strip of steel one portion of which is adapted to be secured to a rotatable element and its other portion being bent and sloping backwardly from said first portion both said portions having cutting edges on their front faces" (Auszug Ende)
ROTAVIEREN ist nicht Fräsen im herkömmlichen Sinne da die Rotordrehzahl, die Fahrgeschwindigkeit mit der daraus resultierenden "Bissengröße" die Arbeit des ROTAVATORs bestimmt.
Vor dem Einsatz des ROTAVATORs ist auf die richtige Benutzung der Zapfwellendrehzahl zu achten, für die der ROTAVATOR gebaut ist. Moderne ROTAVATOREN haben Wechsel- oder Schaltgetriebe um in Abhängigkeit von den Verhältnissen die passende Rotordrehzahl zur Arbeitstiefe und Fahrgeschwindigkeit einzustellen, frei nach dem Motto "so schnell wie nötig – so langsam wie möglich"!
In den Grundlagen der Landtechnik 9/ 1957 Söhne u. Thiel, wird am Institut für Landtechnische Grundlagenforschung Braunschweig-Völkenrode die Arbeit der "Fräse" untersucht und dabei die Kriterien wie Werkzeugbreite, Krümmungsradius, Schnittwinkel bei der Kreisbewegung sowie die Messer- und Keilwinkel untersucht.
Die Ergebnisse bestätigten die Richtigkeit des Konzeptes wie A.C. Howard den ROTAVATOR konstruiert hatte, wobei der Seitenantrieb, der korrekte Anbau im Dreipunkt am Schlepper mit einer möglichst geraden Gelenkwellenführung wichtige Voraussetzungen waren um den ROTAVATOR erfolgreich einzusetzen.
Um einen gleichmäßigen Drehmomentverlauf bei der Bearbeitung zu erhalten, ist die Anordnung der Werkzeuge (Messer) von großer Bedeutung. Bereits in der Patentschrift wird auf die Anordnung für eine gleichmäßige Einschlagfolge verwiesen.
Die Messer werden bei dem 6-Messer-System paarweise im Winkel von 120 Grad am Flansch montiert.
der Verdrehwinkel der Flansche zueinander ergibt einen gleichmäßigen Einschlag der Werkzeuge
Ein weiterer, konstruktiver Unterschied zu den "Fräsen" der Anfangsjahre war der Seitenantrieb des Rotors, im Gegensatz zu dem Mittelantrieb wie er von einigen Herstellern benutzt wurde, d. h. der ROTAVATOR arbeitet immer vollflächig.
Bei richtiger Einstellung des ROTAVATORs erfolgt keine Zugleistung am Schlepper da die Schubwirkung des Rotors bei gleichmäßiger Fahrt auf den Schlepper wirkt Um bei größer werdenden Schleppern die Vorfahrt zu erhöhen wurden erste Versuche mit einem veränderten Freischnittwinkel am Rotor von 13 Grad auf 16,5 Grad vorgenommen und in Verbindung mit einer Sämaschine (SÄMAVATOR) den Leistungsbedarf, im Hinblick auf die gleichzeitige Aussaat den Feldaufgang, die Ablagetiefe, die Aggregatverteilung zu ermitteln verbunden mit der Einarbeitungsqualität und dem Ernteergebnis.
A. C. Howard gründete mit Everard McCleary eine neue Gesellschaft, um rotierende Kultivatoren herzustellen. Aber bald mussten beide Erfinder feststellen, dass es wenig Nachfrage für ihre kleinen Modelle gab. Die Arbeit an einem Modell mit größerer Arbeitsbreite wurde durch den Ersten Weltkrieg unterbrochen, bei Einführung der allgemeinen Wehrpflicht in Australien ging Howard nach England und arbeitete bei Armstrong-Siddeley an den Flugzeugmotoren und in einer Munitionsfabrik.

### Howard Auto Cultivators Pty. Limited
Nach dem Ende des Krieges suchte Howard den Kontakt zur englischen Industrie sowie landwirtschaftlichen Unternehmen zwecks Umsetzung seiner Vorstellungen für die rotierende Bodenbearbeitung. Da aber kein Hersteller Geld in diese neue Idee investieren wollte, kehrte Howard im Jahre 1919 nach Moss Vale/ NSW zurück. Howard nahm nun wieder die Arbeit auf und im Jahr 1921 gründete er ein Konsortium, um mit seinem neuen Unternehmen “rotierende Cultivatoren” Landmaschinen zu produzieren. Mit der Patentschrift 18/ 137/ 20 vom 6. August 1921 wurde A. C. Howard das Patent für den Rotary hoe cultivator, eine Fräse zur Bodenbearbeitung, erteilt.
Diese Maschine, Rotary hoe cultivator, hatte in einem Zentralrahmen fünf Einzelrotore, welche mit Gelenkwellen und Ketten angetrieben wurden. Die Arbeitsbreite betrug 15 ft.
Da der Markt für eine solch große Maschinen aber noch nicht vorhanden war, veränderte Howard seine Produktion auf kleine, handgeführte Maschinen. Bereits 1924 wurden die handgeführten Maschinen mit 8-PS-Motoren angeboten und später auf 10- und 12-PS-Motoren erweitert.
Der Fordson-Traktor war für diese neue Maschine ebenfalls gut geeignet und mit dem Modell F zahlenmäßig am stärksten vertreten. So entwickelte Howard Maschinen mit 4, 4,5, und 5 ft. Arbeitsbreite für den Fordson, zum Einsatz im Weinbau, Feldgemüseanbau oder im Zuckerrohranbau.
Im Jahre 1926 wurden die ersten Dreirad-Versionen gebaut, eine Kombination von selbstfahrender Arbeitsmaschine mit angebauter rotary hoe in der Mitte der Einheit.
Unter dem Eindruck des Erfolges für seine Maschinen verließ Howard die im März 1922 gegründete Firma in Mossvale und errichtet in Parramatta Howard Auto-Cultivators Pty. Limited, Northmead, welche am 1. März 1927 den Betrieb aufnahm.
In dieser neuen Produktionsstätte wurde bereits 1927 der erste Howard Traktor gebaut. Der Twenty-Two-Modell-"DH"-Traktor wurde dann für mehr als 30 Jahre am Fließband gefertigt und leitete damit die erste großtechnische Produktion von Traktoren in Australien ein.

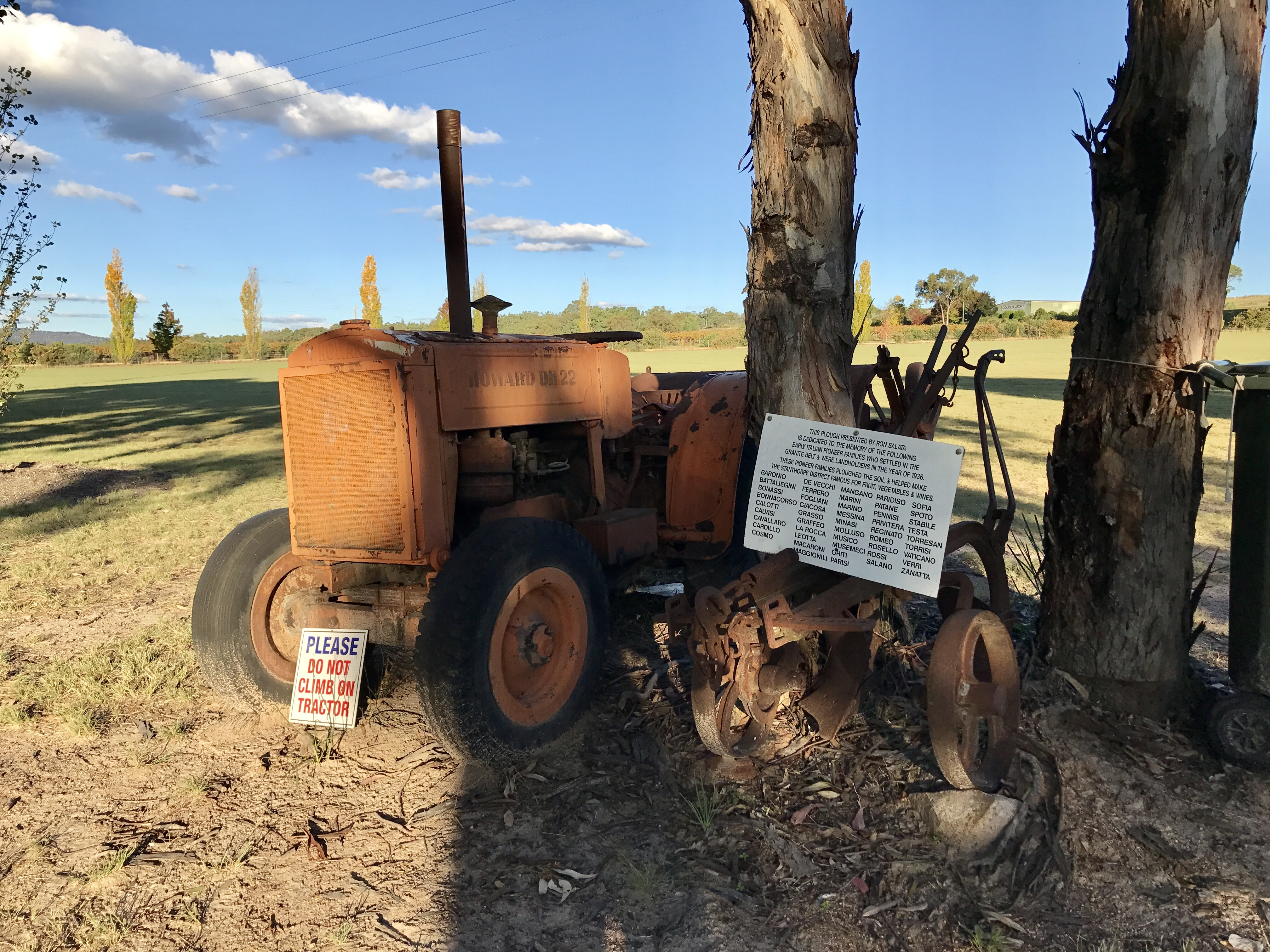
Howard DH22

Trotz des verringerten Umsatzes während der Weltwirtschaftskrise, der Fordson-Traktor wurde vom Markt genommen, gelang es Howard neues Kapital für das Unternehmen zu beschaffen, welches heute unter dem Namen Howard Auto Rotavator bekannt ist. Mit dem Besuch von Capt. E. N. Griffith im Jahre 1928 in Northmead. wurden die ersten Kontakte für eine weitere Exporttätigkeit geknüpft. So wurde eine Maschine nach England geliefert, welche dann von der Fa. Howard's of Bedfort in England mit einer 10-jährigen Lizenz produziert wurde. Im Jahr 1937, nach dem Auslaufen der Lizenz, stellte Howard fest, dass nicht autorisierte Änderungen an den Maschinen aus englischer Produktion vorgenommen worden waren. Er kehrte kurz nach Australien zurück, um seine Stellung als Geschäftsführer bei Howard Auto Cultivators aufzugeben und im Juli 1938 eine neue Firma in East Horndon, Essex zu gründen. Diese englische Firma, Rotary Hoes Ltd., war das Stammhaus für alle weiteren Aktivitäten mit Niederlassungen und Produktionsstätten in den Vereinigten Staaten von Amerika, Südafrika, Deutschland, Frankreich, Italien, Spanien, Australien und Neuseeland. Später wurde ihr als Holdinggesellschaft die hundertprozentige Tochtergesellschaft Howard Rotavator Ltd. übertragen. Diese Holding war für die Herstellung und den Vertrieb von Rotavatoren, Miststreuer, Grabenziehgeräte und Bodenstabilisierungs-Maschinen verantwortlich.
Das Unternehmen, Howard Rotavator, erhielt im Jahre 1966 die Industrie-Auszeichnung der Königin, The Queens's Award to Industry.

## Letzte Jahre
A. C. Howard heiratete am 19. September 1925 in der Methodist Church, Moss Vale, Daisy May Hayes.
Nach dem Umzug nach England, lebte die Familie in Upminster, Essex. Howard war ein praktischer Ingenieur, der Geschäftssinn mit Visionen und eine herausragende erfinderische Fähigkeit kombinierte. So war er als Geschäftsführer der Rotary Hoes Ltd. bis 1970 tätig, er war ebenso Direktor der GDH Ltd., der Harleston Industries Ltd., der Howard Halesworth (Forge & Foundry) Ltd. und der Howard Rotavator Co. Ltd.
Im Jahre 1970 wurde A. C. Howard zum Commander des Order of the British Empire (CBE) ernannt. Er verstarb am 4. Januar 1971 im Harold Wood Hospital, Essex. Sein Anwesen in England wurde nach einer gerichtlichen Testamentseröffnung, zur damaligen Zeit, auf 111.476 £ geschätzt. Er hinterließ seine Frau, zwei Töchter und einen Sohn, der Geschäftsführer von Howard Rotavator Pty. Ltd. in Australien wurde.